# 日本ソフトボール協会
公益財団法人日本ソフトボール協会（にっぽんソフトボールきょうかい、英: Japan Softball Association、略称: JSA）は日本のソフトボール競技を総括する国内競技連盟。下部組織として各都道府県にソフトボール協会がある。

## 概要
1949年、全日本軟式野球連盟より分離独立して設立。競技スポーツとしてのソフトボールの普及と技術指導に力を発揮してきた。
その後、特にオリンピックの正式競技として採用されたアトランタオリンピックに出場した女子日本代表チームの活躍（4位）、そしてシドニーオリンピックでの銀メダル獲得を機に一層ソフトボールの普及に拍車がかかり、オリンピック競技として最後の大会となった北京オリンピックでは金メダルを獲得した。
ソフトボールというと女子スポーツの印象が強いが、男子もワールドカップ（旧・世界選手権）で上位常連チームとなっている。
2012年6月まで会長は自由民主党代議士の山﨑拓が務めていた。2024年7月現在、会長は牧島かれん、副会長は元女子日本代表監督の宇津木妙子が務めている。

## 沿革
- 1949年 - 日本ソフトボール協会設立、全日本総合女子ソフトボール選手権大会創設
- 1952年 - 国際ソフトボール連盟（ISF）に加盟
- 1968年 - 日本女子ソフトボールリーグ創設
- 1972年 - 財団法人化
- 2012年 - 公益財団法人へ移行

## 歴代会長
- 四角誠一（1949年3月 - 1974年3月）[1]
- 松前重義（1974年3月 - 1979年11月）
- 赤司俊雄（1979年12月 - 1984年2月）
- 高橋豊吉（1984年3月 - 1985年12月）
- 弘瀬勝（1986年1月 - 1989年4月）
- 大浦辰男（1989年4月 - 1996年2月）
- 黒木幹夫（1996年2月 - 2002年2月）
- 山崎拓（2002年2月 - 2012年6月）
- 徳田寛（2012年7月 - 2020年7月）
- 三宅豊（2020年7月[2] - 2024年6月）
- 牧島かれん（2024年6月 - ）

## 主な役員
（2024年6月 - ）
- 会長 - 牧島かれん
- 副会長 - 宇津木妙子
- 副会長 - 伊東秀仁
- 副会長 - 宇津木麗華
- 専務理事 - 岡本友章

## 主な主催大会

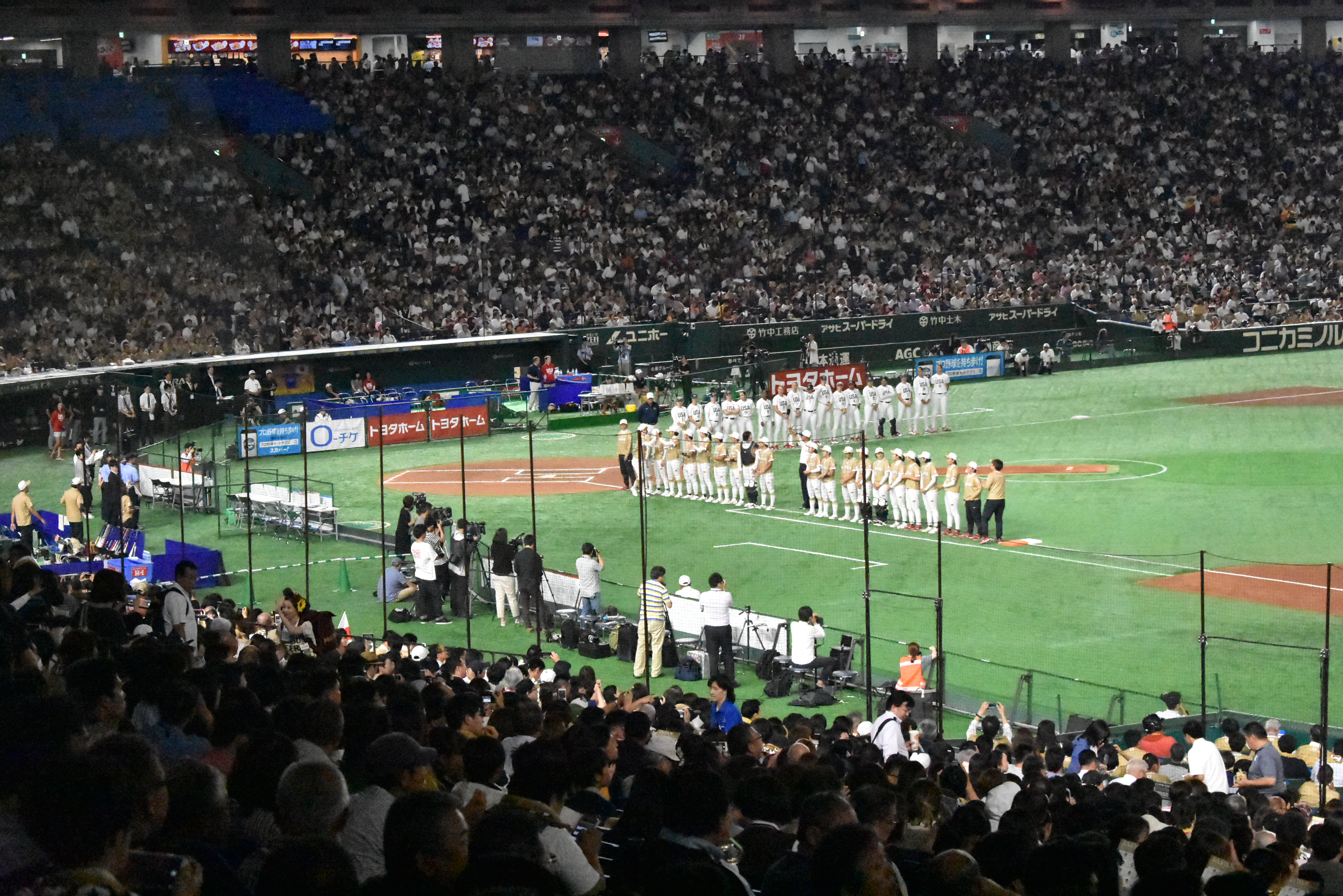
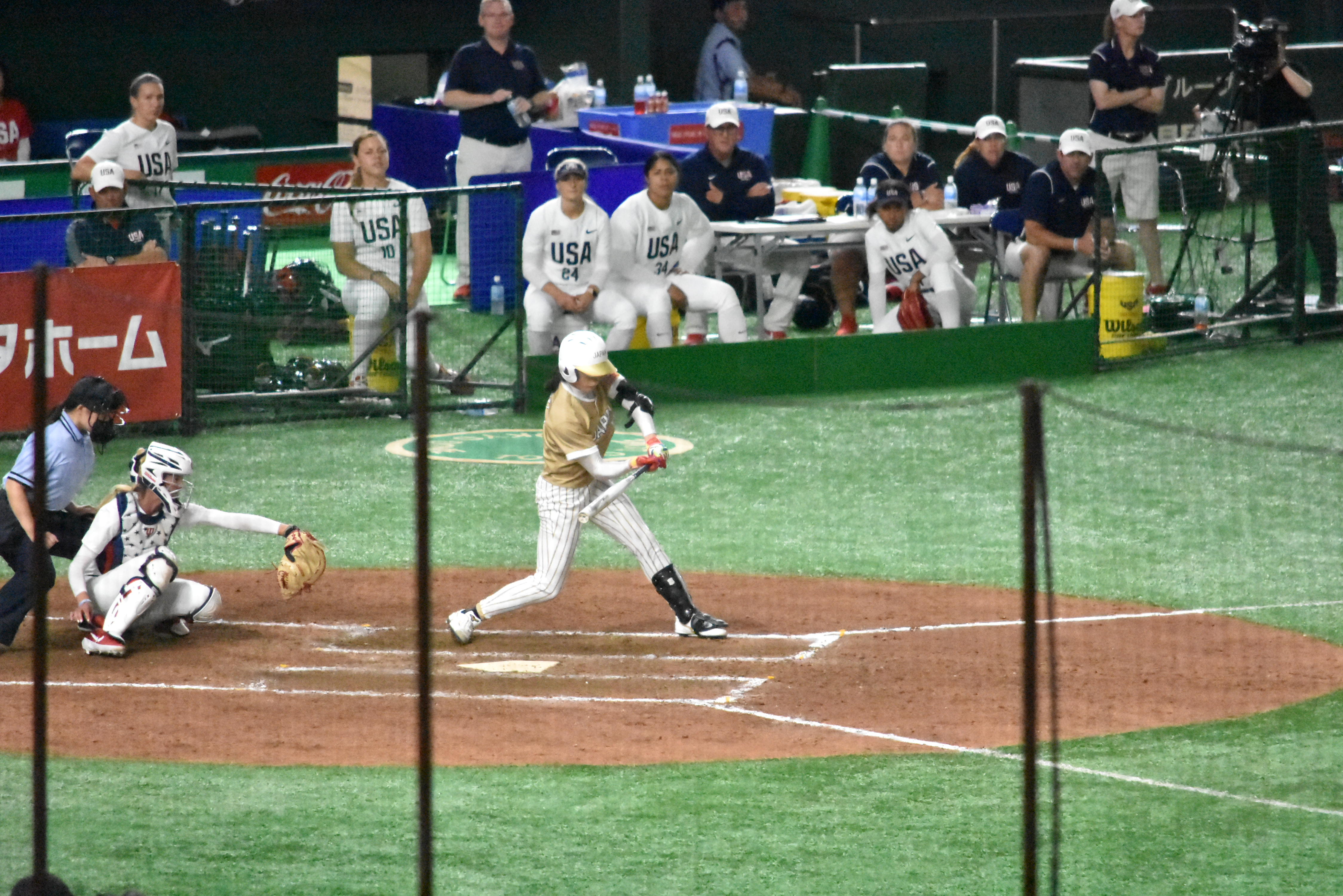
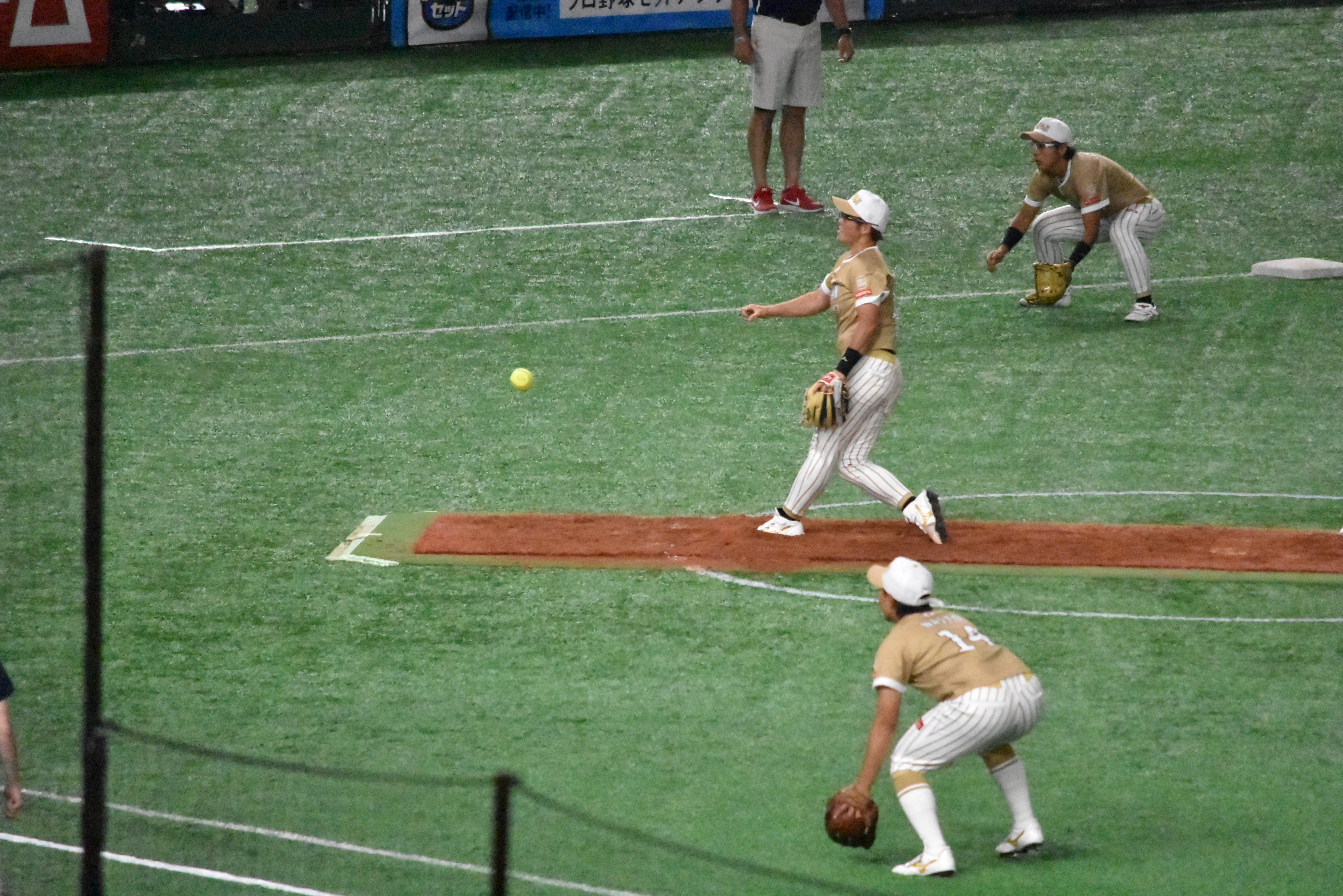
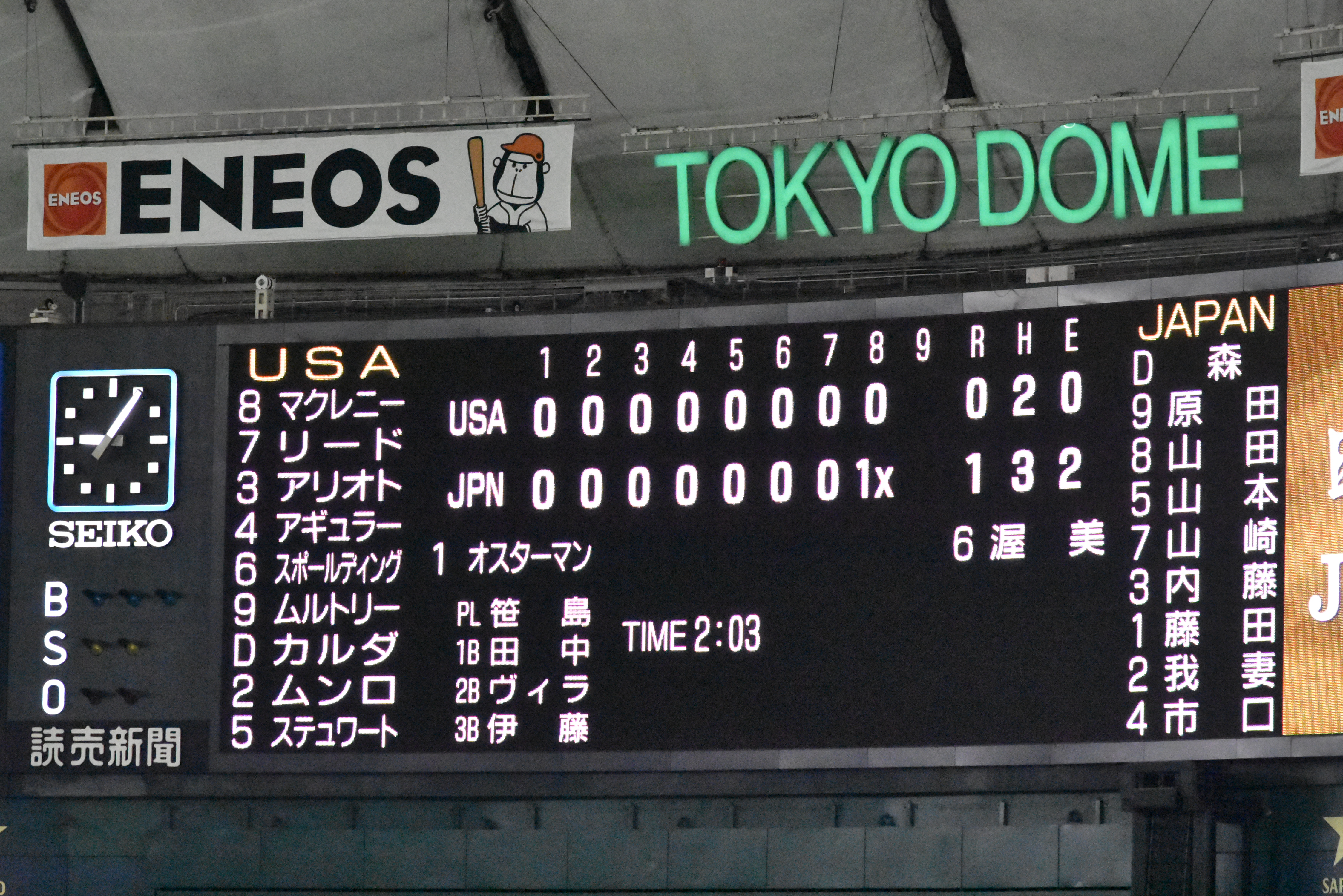

- ジャパンカップ国際女子ソフトボール大会
- 日米対抗ソフトボール
- 日本女子ソフトボールリーグ
- 日本男子ソフトボールリーグ
- 皇后盃全日本総合女子選手権
- 天皇盃全日本男子選手権
- 全日本高等学校女子ソフトボール選手権大会（インターハイ）
- 全国中学校ソフトボール大会（全中）
- 全日本中学生ソフトボール大会
- 全日本小学生ソフトボール大会

日米対抗ソフトボール2019（2019年6月25日 東京ドーム）

## 組織構成
- 都道府県ソフトボール協会
- 全日本大学ソフトボール連盟
- 全国高等学校体育連盟ソフトボール専門部
- 日本中学校体育連盟ソフトボール部
- 日本ジョイフルソフトボール連盟